# Pasabanda
Una banda de paso, banda pasante o pasabanda es la gama de frecuencias o longitudes de onda que pueden pasar a través de un filtro sin ser atenuadas. Si el espectro de frecuencia de una señal se localiza alrededor de una frecuencia fc >> 0 Hz, se dice que la señal es “pasa banda”.
Un filtro pasabanda filtra la señal (es decir, una señal con energía sólo en una banda de paso), que se conoce como una señal de paso de banda o señal pasabanda , lo contrario a una señal basebanda o señal banda base.

## Filtros

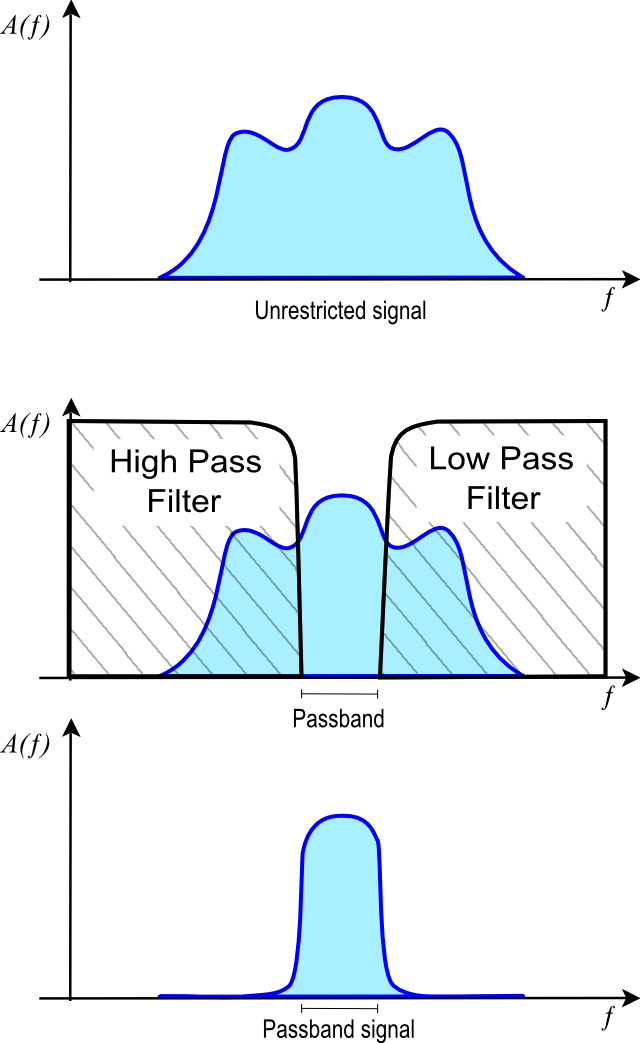
Señal no restringida (diagrama superior). Filtro de paso de banda aplicado a la señal (diagrama del medio). Señal de banda de paso resultante (diagrama inferior). A(f) es la función de frecuencia de la señal o filtro en unidades arbitrarias.

En telecomunicaciones, óptica y acústica, una banda de paso (una señal filtrada de paso de banda) es la porción del espectro de frecuencia que se transmite (con pérdida relativa mínima o ganancia relativa máxima) por algún dispositivo de filtrado. En otras palabras, es una banda de frecuencias que pasa a través de algún filtro o conjunto de filtros. La figura adjunta muestra un esquema de una forma de onda que está siendo filtrada por un filtro de paso de banda que consiste en un filtro de paso alto y un filtro de paso bajo.
Los receptores de radio incluyen generalmente un filtro de paso de banda sintonizable con una banda de paso que es lo suficientemente ancha para acomodar el ancho de banda de la señal de radio transmitida por una única estación.

## Transmisión digital
Existen dos categorías principales de métodos de transmisión de comunicación digital: banda base y banda de paso.
- En la transmisión en banda base, se utiliza la codificación de línea, dando como resultado una señal de tren de impulsos o de modulación de amplitud de impulso (PAM). Esto se usa típicamente sobre cables no filtrados tales como cables de fibra óptica y enlaces de cobre de corto alcance, por ejemplo: V.29 (EIA / TIA-232), V.35, IEEE 802.3, SONET / SDH.
- En la transmisión de banda de paso, se emplean métodos de modulación digital de manera que sólo se utiliza un intervalo de frecuencias limitado en algunos canales filtrados paso-banda. La transmisión de banda de paso se utiliza típicamente en la comunicación inalámbrica y en canales filtrados paso de banda, tales como líneas POTS. También permite la multiplexación por división de frecuencia. El flujo de bits digital se convierte primero en una señal de banda base equivalente, y luego a una señal de RF. En el lado del receptor se utiliza un desmodulador para detectar la señal y revertir el proceso de modulación. Un equipo combinado para la modulación y demodulación se llama módem.

## Detalles
En general, existe una relación inversa entre el ancho de la banda de paso de un filtro y el tiempo requerido para que el filtro responda a nuevas entradas. Las bandas amplias producen una respuesta más rápida [cita requerida]. Esta es una consecuencia de las matemáticas del análisis de Fourier.
Las frecuencias límite de una banda de paso se definen como aquellas en las que la intensidad o potencia relativa disminuye hasta una fracción especificada de la intensidad o potencia máxima. Esta disminución de potencia se especifica a menudo como los puntos de media potencia, es decir, 3 dB por debajo de la potencia máxima.
La diferencia entre las frecuencias limitantes se denomina ancho de banda y se expresa en hertz (en el régimen óptico, en nanómetros o micrómetros de longitud de onda diferencial).
El término relacionado "paso de banda" es un adjetivo que describe un tipo de filtro o proceso de filtrado; Con frecuencia se confunde con "banda de paso", que se refiere a la porción real del espectro afectado. Las dos palabras son palabras compuestas que siguen las reglas inglesas de la formación: el significado primario es la última parte del compuesto, mientras que el modificador es la primera parte. Por lo tanto, uno puede decir correctamente 'Un filtro de paso doble tiene dos bandas'.